# Ruby Franke
Ruby Franke (tidigare Griffiths), född 18 januari 1982 i Utah, är en amerikansk f.d. influerare och youtubare samt för övergrepp mot barn dömd kvinna.

## Biografi
År 2015 skapade Franke en YouTube-kanal vid namn 8 Passengers. På kanalen dokumenterade hon sitt familjeliv i Utah tillsammans med sin man Kevin och deras sex barn. I juni 2020 hade kanalen omkring 2,5 miljoner prenumeranter. År 2020 började många följare oroa sig för Frankes disciplinära åtgärder mot sina barn, vilket innebar att kanalens popularitet sjönk. År 2022 separerade Ruby och Kevin, och Ruby stängde ned sin kanal och började arbeta mot psykisk ohälsa på ett företag lett av Jodi Hildebrandt. Tillsammans startade de en ny kanal vid namn Moms of Truth.
Den 20 augusti 2023 arresterades Ruby Franke, och Hildebrandt anklagade för sex fall av barnmisshandel. Det som utlöste arresteringen var att Frankes tolvårige son påträffades kraftigt avmagrad med öppna sår och tejp runt extremiteterna bedjande om mat och vatten vid ett grannhus. Den 18 december 2023 erkände Franke  sig skyldig till fyra av åtalspunkterna. Den 20 februari 2024 dömdes Franke till fyra på varandra följande fängelsestraff på mellan ett och femton års fängelse, vilket innebär att hon måste avtjäna ett minimistraff på fyra år. Det maximala straffet för alla domar skulle kunna bli 60 år, men enligt Utahs lag får sammanhängande straff inte överstiga 30 år.
Dokumentärfilmen Influencermamma och barnmisshandlare handlar om Ruby Frankes fall.